# Elza Laranjeira
Elza Laranjeira (Bauru, 16 de junho de 1925 — São Paulo, 22 de julho de 1986) foi uma cantora brasileira. Com sua voz suave, firmou-se como intérprete das composições de Dolores Duran.
Foi casada com o também cantor Agostinho dos Santos.

## Biografia
Elza Laranjeira nasceu em Bauru, São Paulo. Aos 10 anos de idade, apresentou-se cantando na Rádio Clube de Bauru. Estudou magistério e trabalhou como professora em sua cidade-natal, antes de seguir carreira artística.
Iniciou sua carreira artística, substituindo a cantora Leny Eversong, em 1940, na Rádio Cruzeiro do Sul, no programa do apresentador Blota Junior.
Com a transferência do apresentador para a Rádio Record, de São Paulo, ela transferiu-se também.
Paralelamente, também cantou na vida noturna paulistana, destacando-se como cantora romântica.
Exerceu sua carreira artística até 1963, quando se afastou, só retornando em 1975.

## Nas gravadoras
Em 1953, foi contratada pela gravadora Copacabana. No mesmo ano, transferiu-se para a Colúmbia, onde gravou a primeira música de sua autoria: Doçura, um choro.
Em 1956, transferiu-se para a Odeon, onde passou pouco tempo.
Transferiu-se em 1957 para a RGE.

## Gravações simples
1953
- “Vida nova”, de Alfredo Borba e Sérgio Rubens
- “A louca chegou”, de Rômulo Paes, Adoniran Barbosa e Henrique de Almeida
- “Gol de Baltazar”, de Alfredo Borba.
- “Já paguei o meu tributo”, de Alfredo Borba[nota 1]

1962
- “Sem motivo”, de Aderaldo Monteiro
- “Mais uma vez adeus”, de Georges Auric e Teixeira Filho
- “Só danço samba”, de Tom Jobim e Vinícius de Moraes
- “Samba do avião”, de Tom Jobim

## Discografia

### L P
- "A Noite do meu Bem" (1960)
- "Ternura"[5] (1960)
- "Elza Laranjeira canta sucessos"[2][6] (1961)
- "A Música de Jobim e Vinicius", pela RGE  (1963)

### Compactos e EP
- "Vida nova" / "A louca chegou" (1953)
- "Napoli" / "Lençol de linho" (1954)
- "Goal do Brasil / "Isto é namorar" (1954)
- "É disco que eu gosto" (1958)
- "Devaneio" (1960)
- "Sambas de Tom Jobim e Vinicius" (1962)

sem data
- "Mais uma vez adeus" / "Sem motivo"
- Elsa Laranjeira E Lindomar Castilho / Elsa Laranjeira – Longe Do Mundo = The World We Knew (Over And Over) / Mentira
- "A noite do meu bem"
- "Não vá embora meu amor" / "Pé de pobre"
- "Bandinha do interior" / "Baião espanhol"

## No cinema
Elza Laranjeira também atuou nos filmes Areião (1952), Ravina (1958) e É Proibido Beijar (1954).

## Prêmios
Por sua atuação, recebeu os seguintes prêmios:
- Prêmio Roquete Pinto (melhor cantora paulista de música internacional)
- Prêmio Cidade de São Sebastião (RJ)
- Troféu Chico Viola (SP)